# Krasnogvardéiskoye (Adiguesia)
Krasnogvardéiskoye (en ruso: Красногварде́йское; en adigué: Красногвардейскэ; Krasnogvardeiske) es un seló de la república de Adiguesia, en Rusia, centro administrativo del raión de Krasnogvardéiskoye. Está situada en la orilla nordeste del embalse de Krasnodar, entre 70 y 80 km al norte de Maikop, la capital de la república. Su población según el censo de 2010 era de 9 459 habitantes.
Es centro del municipio homónimo al que pertenecen asimismo Adami y Chumakov.

## Historia
La localidad fue fundada en 1884 como seló Nikoláyevskoye por colonos campesinos procedentes de las gubernias de Kursk, Poltava y otras. En la década de 1930 le fue agregado el seló Solovievskoye. El 11 de noviembre de 1961 recibió su nombre actual y se le unió el seló Ivánovskoye.

## Nacionalidades
De los 9 065 habitantes que tenía en 2002, el 82.8 % era de etnia rusa, el 8.6 % de etnia adigué, el 2.7 % de etnia ucraniana, el 1.9 % de etnia armenia y el 0.1 de etnia kurda.

## Transporte
Las estaciones ferroviarias más cercanas son Ust-Labinsk (8 km) y Beloréchensk (45 km).

## Galería

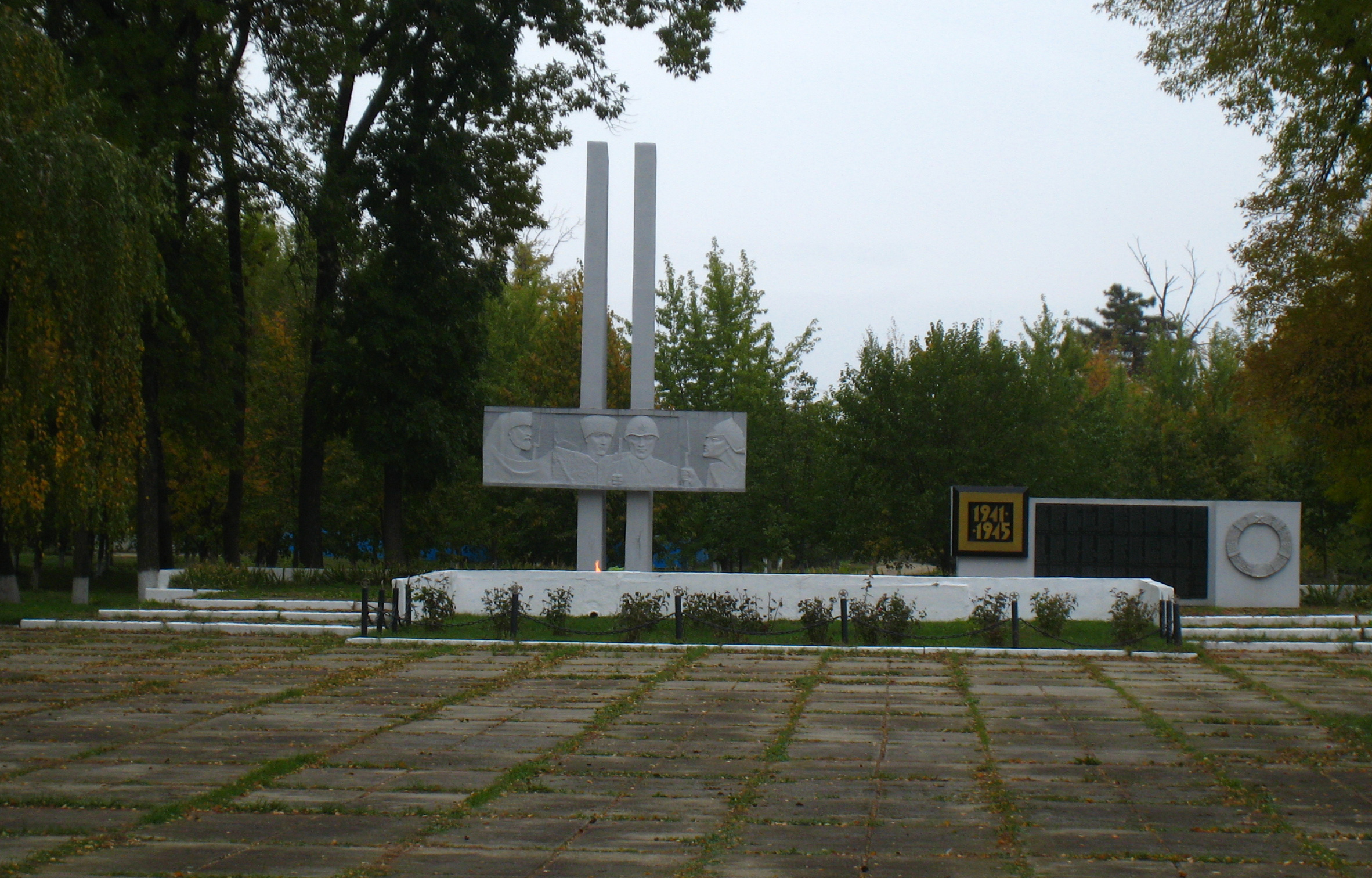
Memorial de la Gran Guerra Patria.
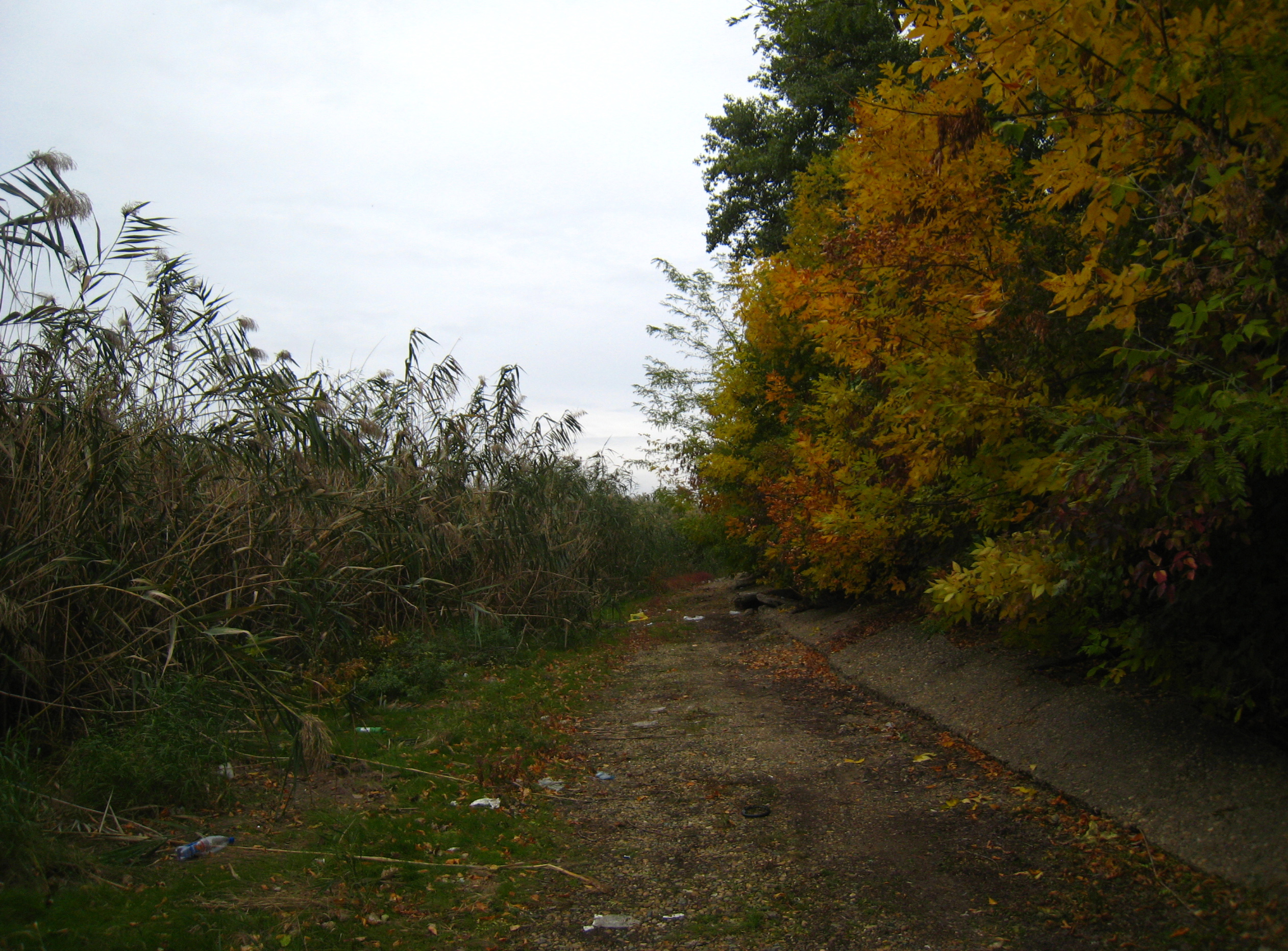
Sendero cercano a la orilla del embalse.